# Víctor Alonso
Víctor Alonso Fernández (Punta Arenas, Provincia de Magallanes, Chile, 15 de abril de 1915-28 de mayo de 1977) fue un futbolista chileno que jugaba de delantero.

## Trayectoria
Proveniente de Punta Arenas, Víctor Alonso trabajaba constantemente en los aserraderos cortando troncos de madera y, en sus ratos libres, se dedicaba a jugar fútbol en los pequeños períodos que el clima sureño le permitía. Con todo ese ejercicio fue forjándose su derechazo.
En edad madura, decidió estudiar en Santiago. Con una pierna quebrada, llegó a la capital e ingresó a la Facultad de Leyes de la Universidad de Chile. Pese a que había resuelto no hacer más deporte, pronto volvió a practicarlo. Probó en el rugby, pero no le gustó. Para su suerte, se volvió a inscribir en el fútbol, comenzando a jugar en el Club Universitario de Deportes de Chile, en el que ganó el campeonato de la División de Honor de la Sección Amateur de la AFS 1934. Sin embargo, y pese a disputar por la «U» el Campeonato Nacional Amateur y el campeonato de la Serie B en 1935, ese año fue traspasado a Unión Española, en el cual disputó sus primeros partidos internacionales al enfrentar a Alianza Lima, Montevideo Wanderers y Vélez Sarsfield, anotando algunos goles. No obstante, permaneció una temporada en el club hispano.
En 1936, Alonso jugó en Santiago Morning donde hizo dupla con Raúl Toro. Luego de estar tres temporadas en el equipo de la V Negra, en 1939 volvió a Universidad de Chile, ascendido a la división de honor profesional, donde coincidió con Eduardo Simian y Jorge Góngora. Al año siguiente alcanzó su mayor éxito en el club, al ganar el campeonato nacional y convertir 20 goles, siendo el goleador del torneo. Luego jugó hasta 1944 en la institución, año en que decidió retirarse del fútbol profesional.
Años después se radicó en Mulchén. Trabajó como cronista en la revista Estadio, autoidentificándose como Don Nadie, y fue autor y escritor de la revista La U, ayudando a mantener la memoria viva de los primeros años de Universidad de Chile y encargarse de inmortalizar la frase Romántico Viajero.

## Clubes
| Club                 | País  | Período     | Liga PJ (G) | Copa PJ (G) |
| -------------------- | ----- | ----------- | ----------- | ----------- |
| Universitario        | Chile | 1934 - 1935 | -           | -           |
| Unión Española       | Chile | 1935        | -           | -           |
| Santiago Morning     | Chile | 1936 - 1938 | -           | -           |
| Universidad de Chile | Chile | 1939 - 1942 | 62 (43)     | 4 (3)       |

## Palmarés

### Campeonatos locales
| Título                                            | Club          | País  | Año  |
| ------------------------------------------------- | ------------- | ----- | ---- |
| División de Honor de la Sección Amateur de la AFS | Universitario | Chile | 1934 |

### Campeonatos nacionales
| Título           | Club                 | País  | Año  |
| ---------------- | -------------------- | ----- | ---- |
| Primera División | Universidad de Chile | Chile | 1940 |

### Distinciones individuales
| Distinción                                                                              | Año  |
| --------------------------------------------------------------------------------------- | ---- |
| Goleador de la Primera División de Chile                                                | 1940 |
| Incluido dentro de las 50 mejores figuras históricas de Universidad de Chile por AS.com | 2016 |
| Incluido dentro de los mayores referentes históricos de Universidad de Chile            | 2017 |